# François Château
Pour les articles homonymes, voir Château (homonymie).
François Château, né à Lavau-sur-Loire le 25 septembre 1886 et mort à Rennes le 1er février 1965, est un homme politique français. Il a été maire de Rennes de 1935 à juin 1944.

## Biographie
François Jean Marie Château est le fils de François Chataud et de Marie Françoise Danet. 
Entrepreneur en travaux publics, il crée son entreprise à Granville en 1909 et travaille pour les Ponts et Chaussées de la Manche. Installé à Rennes à partir de 1911 et exploitant des carrières dans la région, il siège au sein de la Chambre de commerce et d'industrie et en devient secrétaire. Après la fin de la Première Guerre mondiale, son entreprise est l'une des plus importantes entreprises rennaises du bâtiment avec 160 employés. Il fut président du Comité républicain du commerce, de l'industrie et de l'agriculture d'Ille-et-Vilaine. 
Conseiller municipal depuis 1922, adjoint du maire (chargé des travaux publics) sous le mandat de Jean Lemaistre en 1929, il est élu maire de Rennes, par 31 voix sur 35, le 24 octobre 1935 après la démission de Jean Lemaistre. Son mandat a été marqué par l’Occupation. Les Allemands occupent la ville à partir de juin 1940. Cependant, contrairement à d’autres villes, François Château est maintenu en poste comme maire de Rennes par le régime de Vichy, bien qu'il soit suspecté de faits de Résistance par les Allemands et suspendu le 16 juillet 1943. En effet, il embauche dans son entreprise des jeunes réfractaires au Service du travail obligatoire (STO) et fournit des informations à la Résistance. Il finit par s'enfuir alors qu'il est recherché par la Milice en 1944.
En 1938, il est président du conseil des directeurs de la Caisse d'épargne et de prévoyance de Rennes.
Conseiller général de 1955 à 1961, élu pour le canton de Rennes-Nord-Ouest, il devient vice-président du conseil général d'Ille-et-Vilaine. Il est également président du syndicat général des carrières et matériaux de Bretagne.

## Hommages
- avenue François Château (Rennes)